# Anim8or
Anim8or (vyslovuj [ænɪmeɪtə(ɹ)]IPA) je 3D grafický freeware, který vytvořil a stále vyvíjí R. Steven Glanville, softwarový inženýr pracující v NVidia. Množstvím funkcí a tvůrčích nástrojů se nedá srovnávat s profesionálními programy jako je například 3D Studio Max, ale pro začátečníky v 3D grafice a méně náročné uživatele (zejména tvůrce her, kteří potřebují jednodušší modely) je možné Anim8or vřele doporučit. Komunita uživatelů Anim8oru je velmi specifická, a to především díky tomu, že je to program kompletně zdarma a většina jeho uživatelů jsou nadšenci, pro které je 3D grafika hobby.

## Vývoj
20. července, 1999, byla na internetových stránkách comp.graphics.packages.3dstudio, uveřejněna Stevenem Glanvillem první verze Anim8oru. Během prvního týdne byla první verze programu stažena skoro 100x. Další verze, 0.2, byla vypuštěna 6. září 1999; bylo v ní opraveno několik chyb a byla přidána možnost ukládat JPEG obrázky.
Během dalších let byly vyvinuty novější verze programu, obsahující funkce jako „Zpět“ (což v prvních verzích chybělo), rozšířené možnosti animace, klávesové zkratky a stále se zlepšující možnosti Renderingu. S každou novou verzí rostla popularita, Anim8or vyšel v několika časopisech a dnes má minimálně desetitisíce uživatelů po celém světě.
Poslední stabilní verze Anim8oru, 0.95c, byla vypuštěna 2. dubna, 2007. Další oficiální verzí bude velmi pravděpodobně verze 1.0.
Od verze 0.95 zveřejňuje R. Steven Glanville také verze programu označené jako „preview“ – nejde o oficiální vypuštění nové beta-verze, autor chce pouze ukázat, jak jeho práce postupuje a získat zpětnou vazbu od uživatelů co nejdříve. „Preview“ verze jsou poměrně nestabilní, v mnohém nedokončené a s mnoha chybami; poslední verzí je 0.97d, vypuštěná 21. září 2008, a mezi její hlavní funkce patří rendering s možností sledování paprsku, rendering s využitím kapacity vícejádrových procesorů a vylepšené uživatelské rozhraní.
Skorooficiální maskot Anim8oru je velmi jednoduchý červený pták pojmenovaný Robin; pro mnoho uživatelů je to jeden z prvních modelů, který se naučí vytvořit a animovat díky tutoriálu nazvanému „A Simple Walk“, ve kterém se postava Robina využívá. Robin je také využit na několika místech v návodu, zejména v kapitolách o tvorbě a animaci postav.

## Funkce
Přestože Anim8or není zdaleka tak mocným nástrojem jako profesionální 3D grafické programy, široká škála funkcí umožňuje – při troše trpělivosti – dosáhnout velmi kvalitních výsledků:
- 3D modelování s možností vložení základních tvarů – koule, krychle, válce, platónská tělesa a další.
- Úprava a zaoblení sítě tělesa
- Křivky, protlačování, tvorba rotačních těles, deformace…
- TrueType písma dovolující tvorbu libovolného 2D a 3D textu
- Možnost importovat soubory ve formátu .3DS, .LWO a .OBJ.
- Možnost exportovat soubory do formátu .3DS, .LWO, .OBJ , .VTX a .C pro použití v externích programech
- Vlastní skriptovací jazyk (zvaný ASL - Anim8or Scripting Language) a podpora Plug-inů, které umožňují přidání dalších základních těles, možnost exportu nových formátů, možnost animace na základě matematického vzorce…
- Možnost procházení knihovny 3D objektů
- textury ve formátech .BMP, .GIF a .JPG, textury pro lesk, zhrbolacení, průhlednost atd.
- Tvorba figur s klouby
- Deformační animace
- Rendering podporující mlhu, různé typy světel a stínů, anti-aliasing, kanál hloubky (využitelný například pro přidání optického rozostření při postprodukci)
- Tisk přímo z programu
- Ukládání videa ve formátu .AVI
- Formát ukládaných souborů je textový, což umožňuje fungování dalších programů většinou od uživatelů Anim8oru, například Terranim8or
- V poslední, zatím nestabilní verzi 0.97 existuje možnost renderingu odrazů, lomu světla a dalších efektů založených na sledování paprsku

## Systémové požadavky
Díky nízkým systémovým požadavkům je možné používat Anim8or i na počítačích s malým výkonem a zastaralým systémem. Program je vytvořen pro systém Windows, ale někteří uživatelé ho úspěšně používají na systémech od Apple s prostředím Microsoft Virtual PC a na systémech Linux s WINE. Minimální požadavky jsou:
- 300 MHz procesor
- Windows 95 nebo vyšší (program působí některým uživatelům problémy na systému Windows Vista)
- OpenGL grafická karta s plnou podporou ICD
- 64MB RAM (128MB doporučeno, 256MB se systémem Windows XP)
- 5MB volného místa na pevném disku

## Budoucnost
Není moc dobře známo jaké funkce se objeví v další verzi. Autor Anim8oru sleduje diskuze na fórech komunity a podle požadavků uživatelů přizpůsobuje vývoj programu, ale málokdy prozradí, na čem právě pracuje. Interval vypuštění nové stabilní verze je přibližně 1 rok, ale verze 1.0 se bude pravděpodobně od stávající verze 0.95 velmi lišit a dá se očekávat, že bude vypuštěna nejdříve v létě 2009. Inverzní kinematika bude pravděpodobně zprovozněna v jedné z příštích verzí, ale to je jedna z funkcí, na které autor podle svých slov pracuje už velmi dlouho, takže je těžké odhadovat, do které verze se tato funkce dostane.
Pokud jde o komerční budoucnost Anim8oru, program je stále vyvíjen jako freeware a tak to téměř jistě i zůstane. Z oficiální stránky programu sice zmizela doslovná zmínka o tom, že Anim8or "bude pořád zdarma", ale z vyjádření autora vyplývá, že tvorba programu pro něj není ničím jiným, než zábavou.
Momentálně plánované funkce jsou:
- Rychlý rendering AVI videa za použití OpenGL
- Systém pro správu materiálů (částečně ve verzi 0.97)
- Rozšíření možností ASL

Stále však platí, že R. Steven Glanville je velmi málo sdílný, pokud jde o budoucnost Anim8oru, proto je většina zde uvedených informací spíše spekulace.

## Komunita
Komunita uživatelů Anim8oru existuje z hlavní části na 3 diskuzních fórech: anim8or.com (fórum při oficiální stránce programu), animanon.com a cg-nation.com (dříve anim8or.org); provozovatelé fóra cg-nation.com sponzorují chatový IRC kanál.
Na mnoha dalších stránkách vytvořených uživateli programu se nacházejí menší diskuzní fóra, tutoriály atd.